# S.T.A.L.K.E.R. 2: Серце Чорнобиля
«S.T.A.L.K.E.R. 2: Серце Чорнобиля» (англ. S.T.A.L.K.E.R. 2: Heart of Chornobyl) — українська рольова відеогра в жанрі постапокаліптичного шутера від першої особи з елементами survival horror та immersive sim, що розробляється та видається компанією GSC Game World. Гра є четвертою в культовій серії ігор «S.T.A.L.K.E.R.».
Гра була анонсована після виходу «Поклика Прип'яті» із запланованим релізом в 2012 році, перш ніж була скасована в рік запланованого релізу. Гру повторно анонсували у 2018 році, з перезапуском розробки на рушію Unreal Engine 5. Реліз гри відбувся 20 листопада 2024, ексклюзивно на консолях нового покоління від Microsoft Xbox Series X/S, а також Windows.

## Сетинг та персонажі
Події гри відбуваються в постапокаліптичній зоні відчуження Чорнобильської АЕС, де крім аварії 1986 року, 2006 року сталася друга катастрофа, унаслідок якої фізичні, хімічні та біологічні процеси на цій території змінилися, з'явилася безліч аномалій, артефактів і істот-мутантів. Головний герой — Євген Мартиненко, сталкер на прізвисько «Скіф». Відомо, що в грі буде один із найбільших відкритих світів у сетингу постапокаліпсису, а також масштабний нелінійний сюжет. Рішення гравця впливатимуть на долю персонажів, локальні події та на світ загалом. Відомо, що у англійському озвученні гри візьмуть участь актори Девід Боулз, у ролі Стрільця, та Кевін Майкл Кларк.

## Сюжет
2021 рік. Головний герой гри Євген Мартиненко, прокидається уночі і виявляє, що його квартира зруйнована аномалією, яка породила дивний артефакт. Він бере собі прізвисько Скіф і зв'язується з професором Германом (одним з героїв гри S.T.A.L.K.E.R.: Поклик Прип'яті). Вони обоє вирушають до Зони. Професор Герман з НДІЧАЗу (Національно-дослідницький інститут Чорнобильскої аномальної зони) приніс Сканер - пристрій, який дозволяє відновлювати згаслі артефакти. Скіф готує артефакт і потрапляє за периметр. Він прямує до бункеру вчених, де має отримати інформацію про точки активації. Але увесь персонал бункеру був перебитий. Скіф отримує інформацію про точки і зв'язується з Припоєм, який мав створити карти аномалій. На перших двох точках артефакт не вдається реактивувати, але на третій точці артефакт успішно зарядився. Проте там опиняється загін «Варти» - поліції Зони, яка підкоряється НДІЧАЗу. Скіф готується до бою, але раптом нападають невідомі і вбивають загін. Євген використовує димову шашку і забирає Сканер. По радіо Герман повідомляє йому, що їх здав Припій. Раптом Скіфа приголомшує сталкер і відбирає Сканер. Двоє інших наказує йому вбити Євгена, але сталкер чекає поки вони відійдуть геть, стріляє у повітря і вирубає Скіфа ударом прикладу.
Скіф отямлюється і бачить, що опинився між аномальними полями. Він відкидає в аномалію сліпого собаку, який намагається поснідати його ногою. Його кличе невідомий сталкер і кидає йому болт. Скіф вибирається з аномальної пастки і йде до сталкера. Він представляється Ріхтером і радить йому йти до Залісся, місцевого сталкерського форпосту на Малій Зоні. Там він знаходить інформацію про Припоя, який ховається у комплексі «Сфера». Скіф проникає до комплексу і після сутички з Припоєм, допитує його. Той каже, що дійсно здавав сталкерів, але його з Германом не здав. Щодо Сканерів він нічого не знав, але порадив знайти Нестора - пахана Терикону, форпосту бандитів на Смітнику. Скіф (на вибір гравця) вбиває/приголомшує Припоя. Вибравшись зі «Сфери», він отримує ключ від Баті, голови сталкерів на Заліссі, який дозволяє покинути Залісся. На Териконі він виявляє, що Нестор зник, але місцевий технік Паяльник дає йому інформацію, яка допомогає виявити сліди Нестора. Скіфа це приводить до Варана — місцевого пахана, який знав про бізнес зі Сканерами. Вбивши двох інших паханів (Шаха й Рузвельта)/заплативши 20 000 купонів, або вбивши Варана, Скіф знаходить мертвого Нестора і іншого сталкера, у якого виявляє незвичайний КПК. По прибутті на Терикон, там вже перебуває загін «Варти». Скіф зустрчається з головою «Варти» полковником Коршуновим та головою НДІЧАЗу, доктором Дмитром Даліном. За наводкою з КПК, який виявляється монолітівською технологією, він вирушає на Дикий острів, форпост угрупування «Полудень» - колишніх монолітівців, яких очолює Бродяга (один з героїв гри S.T.A.L.K.E.R.: Поклик Прип'яті). За порадою Ріхтера, на шляху на Дикий острів, Скіф вирушає на лісопилку і зустрічається з угрупуванням «Іскра», яке виставляє себе противниками «Варти», та його лідером, Шрамом (головний герой гри S.T.A.L.K.E.R.: Чисте небо), який проповідує ідею Світлої Зони - місця, у якому можна жити без смерті, болю та страждань.
Прибувши на Дикий острів, Скіф допомагає Бродязі впоратися зі активованим Сканером. Бродяга радить йому звернутися до професора Лодочки, щоб відстежити монолітівський КПК. Сталкер вирушає на СПВ, де чергують монолітівці, та вбиває контролера, який перетворив усіх на зомбованих. Там він знаходить індуктор, необхідний для відстеження КПК і по прибуттю на Дикий острів стає свідком суперечки між Бродягою та Фаустом, місцевим проповідником. Фауст і кілька полуденців йде з острова. Бродяга радить Скіфу вирушити на станцію «Азимут», щоб встановити індуктор та відстежити КПК. По прибуттю на станцію, Євген виявляє, що весь загін «Варти», який охороняв її, перебитий колишніми полуденцями, на чолі з Фомою. Встановивши індуктор, Скіф виявляє що за цим стоїть Фауст і зараз віддав наказ своєму агенту на станції «Ікар». Прибувши на станцію, Скіф починає розслідування і виявляє що зрадником є лейтенант Штерєв. Він знаходить його біля боліт та вбиває. Знайшовши переписку з Фаустом, сталкер виявляє, що той ховається на старій базі угрупування «Чисте Небо» на болотах. Скіф знаходить Ріхтера на «Султанську», щоб пройти на Болота. Він йому відмовляє і радить звернутися до Шустрого, місцезнаходження якого, за словами Ріхтера, знає Звіробій. Допомігши Звіробою вбити Рогача - псі-оленя, який здатний прикликати мутантів, Скіф отримує координати Шустрого. Він знаходить його і впізнає у ньому сталкера, який його вирубив біля Старого мосту. Пощадивши чи вбивши Шустрого(на вибір гравця), Скіф отримує карти боліт і потрапляє на базу. Там він знаходить Фауста, який віддає йому пістолет і зникає. Але сталкер отримує назад свій Сканер і вирушає до Бродяги і Шрама у лісництво. Там вони кажуть, що у НДІЧАЗі знаходиться Виконавець бажань - той самий Моноліт, який перебував на ЧАЕС, і Бродяга просить Скіфа йому допомогти знищити його, адже він вважає його реактивацію загрозою для Зони.
Сталкер прибуває до НДІЧАЗу і повертає Сканер. Після міцного сну у кабінеті доктора Даліна, Скіф зустрчається з ним. Далін розповідає, що артефакт, який намагався реактивувати Скіф, є Альфа-артефактом - найпершим артефактом в історії, який утворився під час Першого Карибського експерименту. Він здатний перетворювати електричну енергію на псі-поле і з його допомогою можливо живити псі-установки, такі як Моноліт. Зі слів Даліна, за допомогою цього артефакта можливо дистанційно підключитися до Генераторів, які знаходяться у центрі Зони та взяти під контроль аномальну енергію, що ознаменує нову епоху в історії людства. Раптом спрацьовує протокол «Егіда» і Скіф йде розбиратися. У комплексі утворилася аномалія-портал, у який Скіф заходить і потрапляє до кабінету, де його зустрічає Герман. Той розповідає йому, що він від самого початку знав, що у Скіфа альфа-артефакт і це має бути його тріумф. Також, він розповідає, що саме через Даліна дім Скіфа знищила аномалія - він ініціював Другий Карибський експеримент, щоб отримати Альфа-артефакт. Скіф потрапляє назад до Інституту і нападає на Даліна через те, що той його оббріхував щодо знищення власного дому. Коршунов його зупиняє і додає, що Другий Карибський експеримент пройшов невдало через диверсію Шрама та іскрівців. За допомогою Альфа-артефакта активують Виконувач бажань і Скіф його тестує, в результаті чого його мало не знищує загін «Варти». Але потім виявилося, що це була наведена ілюзія. Скіф зустрічається з Агатою, членом НаглядРади, яка керувала проєктом Х у Зоні. Вона знає, що Бродяга намагається проникнути до Інституту і просить сталкера, щоб він переконав його скласти зброю. Незважаючи на те, що обере Скіф, допомогти Бродязі чи ні, експеримент закінчується провалом - під час підключення до Генераторів відбувається сплеск потужного псі-сигналу Моноліту. Бродяга намагається застрелитися, але не встигає - він потрапляє під контроль Моноліту, оглушує Скіфа і Даліна та забирає Альфа-артефакт. Також, усі члени угрупування «Полудень» та колишні монолітівці по всій Зоні, знову повертаються до свого зомбованого Монолітом стану і відновлюють угрупування «Моноліт».
Після втечі з Інституту, Скіф виявляє, що монолітівці окопалися на старій РЛС «Дуга». Незважаючи на те, яке угрупування обере сталкер, перший штурм «Дуги» закінчується невдачею через Фауста, який має псі-здібності і створює наведені ілюзії. Герой відправляється у НТЦ «Малахіт», у якому головує професор Озерський (один з героїв гри S.T.A.L.K.E.R.: Поклик Прип'яті). Той каже, що необхідні дані про наведені ілюзії є у комплексі «Дзеркало». Скіф активує комплекс і Озерський каже, що наведеними ілюзіями займався проєкт «Контролер» і радить звернутися до Ріхтера із пошуками вчених. На заводі «Росток» у барі «100 рентген» Ріхтер дає Скіфу інформацію про вченого Двупалова, який займався цим проєктом. Також він каже, що до Зони повернувся легендарний сталкер Стрілець (головний герой гри S.T.A.L.K.E.R. Тінь Чорнобиля). Скіф знаходить Двупалова і після розпиття чарівної горілки власного виробництва, професор відправляє його до аспіранта Щерби, який перебуває у НДІ «Агропром», у якого знаходиться ключ до лабораторії Х5. Скіф потрапляє до лабораторії і знаходить креслення придушувача, який має захистити від псі-випромінювання. Також, він виявляє, що саме Двупалов в рамках проєкту «Контролер» створив Фауста, прищепивши йому здатності мутанта-контролера. Встановивши придушувач, Скіф вирушає на другий штурм «Дуги», який виявляється успішним і сталкер перемагає Фауста. Той показує йому Тонку матерію - вимір чистої психічної енергії і наче вмирає.
Після перемоги, Скіф забирає кулон Фауста і вирушає назад до «Малахіту» де за допомогою кулона активує візіограф, створений людьми Шрама і розмовляє з представником С-свідомості - угрупування вчених, через дії яких і була створена Зона. Виявляється, після того, як Стрілець знищив їх у 2012 році після прориву до Центру Зони, їх існування продовжилося у ноосфері - інформаційному полі Землі. Вони об'єдналися у єдиний розум і зберегли себе у вигляді Представника. Він стверджує, що завдяки Зоні, розумні істоти після смерті здатні існувати у Тонкій матерії у вигляді чистого, не обмеженого фізично, розуму. Проте, якщо взяти під контроль аномальну енергію, Тонка матерія зникне. Але на інститут відбувається напад і Скіфу доводиться тікати. Після нападу, перед головним героєм постає завдання знайти Стрільця, а для цього необхідно знайти легендарного Доктора. Тому, сталкер вирушає до Рудого лісу.
У Рудому лісі Скіф зустрічає мисливців, яких вбили найманці. Через них, він виходить на найманців і виявляє, що один з загонів вбитий Доктором а інший тримає його на кладовищі. Вбивши найманців, Скіф вирушає за координатами і знаходить будинок Доктора, а біля нього - Бродягу, якого Фауст послав його вбити. Доктор не дозволяє сталкеру вбити Бродягу і радить Скіфу знайти у монолітівському шпиталі регенератор, який дозволяє лікувати найтяжчі рани у монолітівців. Сталкер дістає регенератор, але у будинку Доктора Бродяга намагається вбити Доктора, а потім і Скіфа. Незважаючи на опір, Бродяга перемагає і намагається задушити Скіфа, але Доктор встромляє скальпель йому у шию. Бродяга на мить отямлюється від свого зомбованого стану і вмирає. Доктор розкриває, що він є доктором Каймановим, одним із вчених С-свідомості. Спочатку, він підтримував наміри прибрати все «темне» у людстві, але з часом почав сумніватися у чистоті їхніх намірів, тому не ліг у капсулу під час експерименту підключення до ноосфери. Він каже, що Зона створена за нашим образом і подобою. Вона утворился на місці секретних і кровожерливих експериментів, тому і виглядає такою, якою зараз є. Але Доктор вірить у Зону для всіх людей без винятку. Коли Скіф каже йому про Представника С-свідомості і Тонку матерію, доктор шокований. Тому, він радить йому перевірити цю теорію на станції «Орбіта» і для цього необхідно забрати спецкартридж з лабораторії Х3. Також, він каже, що Стрілець може бути на Кордоні.
На Кордоні Скіф розпитує у Сидоровича про Х3, але той каже про якусь Оазу, про яку знає сталкер Темний. З цим сталкером, Скіф потрапляє до лабораторії, але у приміщенні з телевізорами у Темного стається напад. З'являється Стрілець і пояснює,  що Темний - агент С-свідомості, якого запрограмували на його вбивство. Також він каже, що хоче, щоб Зоні дали спокій і тому буде її захищати. А Тонка матерія та безсмертя в ноосфері - це наведені ілюзії С-свідомості. Скіф забирає картридж і перевіряє його у лабораторії. Він спілкується з Бродягою, який розповідає йому, як перестав бути рабом Моноліту. Після цього Скіф вирушає у Прип'ять і зустрічається з Дегтярьовим (головним героєм гри S.T.A.L.K.E.R.: Поклик Прип'яті). В залежності від того, який бік обрав Скіф, він допомогає йому проникнути до комплексу «Фундамент» і покінчити з усім цим безладом у зоні або не допомогає і Скіф проникає всередину самотужки.
Гра має 4 кінцівки:
Якщо Скіф обрав сторону «Варти» він потрапляє у Фундамент і вбиває доктора Даліна. «Іскра» на чолі з Ріхтером штурмують Фундамент і їх вбивають. Агата лишається керувати установкою синхронізації, а Скіф вирушає до Генераторів. Там, він вбиває Стрільця, Шрама і загін «Граніт» (елітний загін, члени якого були першими військовими, оберненими на монолітівців). Полковник Коршунов стає посредником (медіатором) між ноосферою та Землею та НаглядРада бере контроль над аномальною енергією. Скіф отримує свій дім і відмовляється від посади полковника, яку йому пропонує Агата. Він летить додому, але сам того не знаючи, стає одним з агентів.
Якщо Скіф обрав сторону «Іскри» він потрапляє у Фундамент і вбиває полковника Коршунова, але під час сутички гине Ріхтер. Представник С-свідомості повертає собі свідомість Валентина Даліна, батька доктора Даліна і віднині буде керувати установкою синхронізації. Скіф вирушає до генераторів і його веде «дух» Ріхтера. Він вбиває Стрільця та загін «Граніт» і Шрам стає медіатором між ноосферою та Землею. Скіф прокидається у Заліссі і бачить Шрама і всіх своїх мертвих друзів, з якими спілкується. Але все це виявляється ілюзією - Скіф сидить на самоті поміж зомбованих сталкерів.
Якщо Скіф обрав сторону Стрільця він потрапляє у Фундамент з Дегтярьовим та вбиває полковника Коршунова. Далін знищує установку синхронізації і гине, а Стрілець порадив Скіфу знайти Доктора і вбити його, що Скіф і робить. Ріхтер відводить його до бази Моноліту де він разом зі Стрільцем знищує загін «Граніт» і вбиває Шрама. Стрілець встановлює до установки легендарний артефакт «Серце Чорнобиля», який дозволяє підключитися до ноосфери одній людині і стає медіатором між ноосферою і Землею. Він бере під контроль Моноліт та створює бар'єр по Периметру Зони, прирікаючи сталкерів на ізоляцію та смерть.
Якщо Скіф обрав сторону Стрільця і не став вбивати Доктора, він знаходить картридж Доктора і переживає його спогади. Виявляється, що саме через Доктора відбувся провал експерименту з підключення до ноосфери - Кайманов розстріляв установку О-КТА що і спричинило пробій. Ріхтер відводить його до бази Моноліту де він вбиває Стрільця і Шрама. У Стрільця він забирає артефакт «Серце Чорнобиля». Скіф перезаписує картридж на свою псі-сигнатуру. Коли він потрапляє до Генераторів, він встановлює Серце Чорнобиля до псі-установки і сам стає медіатором між ноосферою та Землею. У результаті, Зона розповсюджується по всій Землі. А Доктор виявляється Фаустом, який йде до лісу, бо його міссія виконана.

## Актори і ролі
- Скіф — Дмитро Гаврилов
- Професор Герман — Дмитро Нежельський
- Ріхтер — Владислав Писаренко
- Батя, Борода, Вовк — Михайло Кришталь (зовнішність Баті — Анатолій Зіновенко)
- Капітан Олексій Зотов — Олесь Гімбаржевський (зовнішність — Олексій Хільський)
- Хом'як, Представник С-Свідомості (Валентин Далін) — Андрій Твердак
- Припій, Вітя Гундос — Олексій Смолка
- Нестор, Дев'ятий, Бармен, голос Моноліту — Олег Стальчук
- Варан — Григорій Бакланов
- Хмурий, Юрко Фантомас, бандити, вільні сталкери та ін. — Григорій Герман
- Полковник Олександр Коршунов — Андрій Романій (зовнішність — Леонід Захарченко)
- Доктор Дмитро Далін — Ярослав Шиндер
- Шрам — Олександр Лаптій[10]
- Бродяга — Андрій Ісаєнко (зовнішність — Дмитро Сарансков)
- Фауст — Олександр Кобзар (зовнішність — Станіслав Щокін)
- Доктор Кривенко, Шустрий — Павло Скороходько (зовнішність Шустрого — Ілля Найшуллер)
- Соня Калина — Олена Узлюк
- Агата — Юлія Саніна[11][12] (зовнішність - Олена Курта)
- Береза — Антоніна Хижняк
- Доктор —  Олександр Ганноченко
- Стрілець — Роман Мацюта
- Сидорович — Вадим Пономаренко
- Габела — Сергій Кияшко
- Дух, Єгер — Юрій Коваленко
- Полковник Олександр Дегтярьов — Сергій Стрельников
- Інші ролі — Георгій Хостікоєв, Тарас Цимбалюк, В'ячеслав Хостікоєв та ін.[13][14]

## Історія розробки

### Ранній етап та скасування гри
«S.T.A.L.K.E.R. 2» була вперше анонсована в 2010 році, а дата виходу була призначена на 2012 рік. Розробники додали, що гра працюватиме на новому мультиплатформному рушії, розробленому всередині студії з нуля спеціально для «S.T.A.L.K.E.R. 2», оскільки за словами PR-менеджера Олега Яворського, рушій X-Ray застарів і його вік був майже 10 років.
Сергій Григорович, генеральний директор GSC Game World, заявив: 
|                                          | «Після того, як офіційні продажі серії перевищили 4 мільйони копій в усьому світі, у нас не залишилося жодних сумнівів у тому, щоб приступити до створення нової великої гри у всесвіті S.T.A.L.K.E.R.. Це буде наступна глава мегапопулярної гри, яку від нас очікують гравці» |
| — Сергій Григорович, 13 серпня 2010 року | |

7 грудня 2010 року Олег Яворський в інтерв'ю сайту GSC-Fan.com розповів, що події гри відбуватимуться у 2015 році. Пізніше, у січні 2011 року Олег Яворський разом з іншими розробниками відповідав на запитання фанатів на офіційній сторінці гри у Facebook. З їхніх відповідей стало відомо, що в грі будуть присутні сама Чорнобильська АЕС, місто Чорнобиль і так званий об'єкт Чорнобиль-2 з його антеною ЗГРЛС «Дуга». Крім того, розробники запевняли гравців, що версія гри для персональних комп'ютерів не «зазнає збитків» у зв'язку з переходом проєкту на мультиплатформність, а також матиме підтримку DirectX 11.
У липні 2011 року Сергій Григорович провів декілька онлайн-конференцій, в яких розповів що компанія ліцензувала фізичний рушій Havok, який використовуватимуть у проєкті. Головним героєм знову планували зробити сталкера на прізвисько «Стрілець», сюжет мав бути пов'язаним з попередніми іграми серії, але на відміну від попередніх частин, «S.T.A.L.K.E.R. 2» мав отримати великий відкритий світ, не розділений на окремі локації. Григорович додав, що за його оцінками, на середину 2011 року гра була готова на 50 %, її піар-кампанія повинна була бути дуже короткою, без відкритого бета-тесту, і початися перед самим виходом гри. Також можливість включення в гру багатокористувацького режиму і вихід на PlayStation 3 залишались під питанням.
На початку жовтня 2011 року Сергій Григорович підтвердив виданням Kotaku Australia і Rock, Paper, Shotgun наміри використовувати DRM-захист у майбутній грі через високий рівень комерційного піратства в країнах пострадянського простору. 23 листопада 2011 року на офіційному каналі серії на YouTube з'явилося відео-звернення Олексія Ситянова, провідного геймдизайнера і сценариста проєкту, який працював над S.T.A.L.K.E.R. з 2002 по 2007 роки. У ньому він заявив про своє повернення в GSC для роботи над сиквелом і зазначив, що команда потребує нових талановитих людей і досвідчених фахівців.
Численні звільнення та загальний відтік кадрів під час розробки гри призвели до того, що кількість працівників GSC скоротилася на 75 %. Через два роки Григорович оголосив про припинення розробки всіх проєктів через «особисті причини», ймовірно, внаслідок фінансових труднощів. 9 грудня 2011 року GSC Game World була офіційно ліквідована. В офіційному акаунті у Twitter було написано: «Ми зробимо все можливе, щоб продовжити. Однак на даний момент нічого не відомо.». Після кількох місяців невизначеності було опубліковано повідомлення про те, що розробка продовжиться після свят, хоча й потребуватиме фінансування. На початку весни 2012 року Олексій Ситянов в інтерв'ю українському журналу «Шпиль» розповів, що розробка S.T.A.L.K.E.R. 2 заморожена, а також спростував чутки, що колишня команда розробників шукає інвесторів для продовження роботи над грою. У квітні 2012 року на сторінці компанії у Facebook було офіційно оголошено про скасування S.T.A.L.K.E.R. 2. Було заявлено, що це сталось в наслідок суперечки між інвесторами, співробітниками та власником прав на інтелектуальну власність. На момент згортання розробки гри її рушій був готовий на 70—80 %, а також було зроблено декілька ігрових рівнів та персонажів.
25 квітня 2012 колишні розробники GSC Game World оголосили про створення нової компанії Vostok Games, анонсувавши свій новий проєкт — free-to-play MMO-шутер Survarium. 12 грудня 2012 року компанія bitComposer оголосила про купівлю прав на створення комп'ютерних ігор на основі бренду «S.T.A.L.K.E.R.». Того ж дня GSC Game World спростувала цю інформацію, підтвердивши, що всі права на гру належать компанії в особі Сергія Григоровича.

### Скандал з West Games
West Games — студія, заснована в 2012 році під першою назвою «Union Studio» колишнім провідним розробником GSC Євгеном Кімом, у червні 2014 року запустила краудфандингову кампанію на Kickstarter для створення «духовного наступника» франшизи «S.T.A.L.K.E.R.» під назвою «Areal». Кампанію різко розкритикували і назвали шахрайством, оскільки трейлер гри повністю складався з кадрів з оригінальних ігор «S.T.A.L.K.E.R.», а скріншоти з розробки, нібито були зроблені за допомогою модифікованих ресурсів з магазину ассетів рушія Unity. West Games відкидали всі звинувачення, та називали їх «сфабрикованими засобами масової інформації». Проєкт зібрав $65 000 на Kickstarter, що на $15 000 більше від початкової мети в $50 000, однак у липні Kickstarter назавжди призупинив збір, посилаючись на порушення правил. Після скасування попереднього збору (West Games спочатку стверджували на своєму сайті, що перейшли на приватне фінансування проєкту), вони оголосили ще одну краудфандингову кампанію на платформі Wfunder у грудні 2014 року, встановивши набагато більшу мету — $600 000 на створення нової гри під назвою «S.T.A.L.K.E.R. Apocalypse», яка так ніколи і не вийшла.

### Відновлення студії та перезапуск розробки
Після багатьох років GSC Game World була офіційно реформована в грудні 2014 року для розробки гри «Козаки 3». 2018 року на сторінці гри у Facebook було оголошено про розробку нової «S.T.A.L.K.E.R. 2». Крім того, інформація про розробку гри з'явилася на офіційному сайті компанії GSC Game World, і було оприлюднено промо-сайт «S.T.A.L.K.E.R. 2», на якому були вказані цифри «2.0.2.1.». Нова версія гри була анонсована на дуже ранній стадії розробки, коли гра ще перебувала на стадії «дизайн-документації». Пізніше Григорович заявив у подкасті, що метою анонсу проєкту у 2018 році було здебільшого створення ажіотажу, щоб укласти угоду з видавцями на виставці E3 2018.
6 лютого 2019 року GSC повідомила, що цифри «2.0.2.1.» на сайті гри є частиною ARG і перший код було відгадано. В березні 2019 року GSC Game World оновила сайт «S.T.A.L.K.E.R. 2», де замість «заглушки» з назвою гри з'явився арт і музична композиція, а також посилання на соціальні мережі та попередні частини франшизи. 2 січня 2020 року розробники на своїй фейсбук-сторінці підтвердили інформацію про розробку гри на базі рушія Unreal Engine 4. Також розробники підтвердили, що у грі буде присутня підтримка користувацьких модифікацій як у минулих іграх серії. 23 березня 2020 року опублікували перший скріншот «S.T.A.L.K.E.R. 2». У середині липня 2020 року стало відомо, що в GSC Game World до ролі провідного програміста повернувся Дмитро Ясєнєв, який раніше брав участь у розробці оригінальної трилогії, а також був одним з авторів системи «симуляції життя» A-Life. 23 липня 2020 року показаний перший офіційний трейлер, та підтверджені платформи на яких відбудеться реліз. 30 грудня 2020 року на YouTube опублікували перший офіційний тизер, знятий на рушії гри, який демонструє ігровий процес.
26 березня 2021 року на YouTube показаний перший «щоденник розробки», у якому продемонстрували моделі бійців і зброю, та анонсували показ ігрового процесу незабаром. PR-менеджер GSC Game World Захар Бочаров розповів, що в грі буде понад 30 видів зброї, кожну з яких можна буде модифікувати, а також було продемонстровано конструктор, що дає змогу створювати унікальний зовнішній вигляд персонажів, зокрема він дозволяє гнучко налаштовувати зуби персонажів, щоб «у кожного персонажа в Зоні була унікальна посмішка». На виставці E3 2021 показали перший геймплейний трейлер гри, та вперше названий заголовок гри — «Heart of Chernobyl». Дату релізу було призначено на 28 квітня 2022 року. 13 червня 2021 року були відкриті передзамовлення на гру в Steam, Epic Games Store та Microsoft Store. Також в червні 2021 року на YouTube вийшов другий випуск «щоденника розробки». У серпні 2021 року стало відомо, що гру було оновлено до рушія Unreal Engine 5.1. 12 січня 2022 року розробники повідомили у соціальних мережах, що переносять плани виходу гри на 8 грудня 2022 року.

### Російське вторгнення 2022
Після російського вторгнення до України компанія GSC, що базується в Києві, опублікувала відео із закликом про фінансову допомогу для Збройних сил України, заявивши, що війна та необхідність захисту співробітників GSC призвели до того, що розробка гри була призупинена. 14 березня 2022 року підзаголовок гри було змінено з «Heart of Chernobyl» на «Heart of Chornobyl» щоб відобразити український правопис замість російського. Також було скасовано реліз у російському регіоні, й хоча російську локалізацію й залишили, але скасоване озвучення гри й залишено лише субтитрування російською мовою. 14 червня 2022 року GSC заявила в щоденнику розробки, що розробка продовжується, попри те, що деякі члени команди покинули свої домівки або вступили до лав Збройних сил України.
Через війну GSC вирішила перенести штаб-квартиру та релокувати 200 працівників до Праги. В Україні залишилось 130 працівників. Продюсерка GSC Марія Григорович в інтерв'ю Wired зазначила, що на тлі повномасштабного російського вторгнення в Україну, гра стала для студії ще більш значущою. Вона стала національним продуктом, який має на меті показати, що Україна є не лише надзвичайно ефективною та хороброю на полі бою, але й не менш цінною в сенсі культурної спадщини, яку можна з гордістю показати всьому світу.
29 грудня 2022 року було показано новий трейлер ігрового процесу, та підтверджено реліз у 2023 році.
У березні 2023 року в інтернеті з'явився злив інформації компанії GSC Game World. Хакери почали шантажували розробників і висували їм вимоги, погрожуючи викласти вкрадені матеріали у відкритий доступ. Однією з вимог було повернення російського озвучення в ще не випущену гру. Самі розробники підтвердили витік і попросили гравців утриматися від перегляду та поширення вкрадених матеріалів, підтвердивши, що вкрадені дані дійсні, але занадто застарілі та не відповідають сучасному вигляду гри.
В кінці травня 2023 року хакери отримали доступ до зашифрованого білду гри розміром в 200 гігабайт, та виклали його в інтернет. Вже через день їм вдалося розшифрувати та запустити його, що призвело до нового витоку даних та матеріалів. Компанія GSC знову закликала утриматись від перегляду злитих даних та не розповсюджувати їх.
У серпні 2023 року розробники анонсували демоверсію гри, в яку можна буде зіграти на ігровій виставці Gamescom 2023 на стенді Microsoft. 24 серпня на трансляції Gamescom показано новий геймплейний трейлер, й оголошено дату релізу гри у першому кварталі 2024 року. У січні 2024 року GSC звернулися до гравців з офіційним листом, та розповіли про процес доопрацювання та полішингу гри. Розробники зазначили що цей процес зайняв більше часу ніж очікувалося, тому було оголошену нову та фінальну дату релізу гри — 5 вересня 2024 року.

### Перенесення релізу
25 липня 2024 року було опубліковано трейлер з даними про шосте перенесення релізу — на 20 листопада 2024 року.
12 серпня розробники опублікували півгодинний щоденник розробки гри з проходженням першого квестового завдання.
21 серпня розробники презентували гру на ігровій виставці Gamescom 2024.
26 вересня гру привезли на виставку Tokyo Game Show.
3 жовтня на Youtube компанії опубліковано документальний фільм War Game: The Making of S.T.A.L.K.E.R. 2, де розробники розповідають про складності в розробці гри в умовах війни.

## Оцінки та відгуки

### Відгуки про гру до її виходу
За рейтингом PC Gaming Show редакція PC Gamer гра названа найочікуванішою грою з-поміж 130 інших ігор. Серед журі — розробники ігор, такі як Сід Меєр, Тім Шафер, Шеєнн Моррін, Браян Фарго, Маріїна Галлікайнен та Дін Голл та редакція PC Gamer
| Агрегатор  | Оцінка                               |
| ---------- | ------------------------------------ |
| Metacritic | (Xbox Series X\S) 74/100 (PC) 73/100 |
| OpenCritic | 74/100                               |

| Видання               | Оцінка |
| --------------------- | ------ |
| Eurogamer             | 3/5    |
| GameSpot              | 7/10   |
| GamesRadar+           | 3/5    |
| IGN                   | 8/10   |
| PC Gamer (США)        | 83/100 |
| TeamXbox              | 4/5    |
| Video Games Chronicle | 2/5    |

«Ця гра — найбільша та найскладніша в наших життях. Вона була амбітною на початку, та еволюціонувала в ультимативний виклик. Ця гра неймовірно важлива та рідна для нас, адже створюється у найстресовіших з усіх можливих умовах», — зазначив у своєму виступі Євген Григорович, CEO GSC Game World. 

### Продовження франчайзингу гри
У вересні 2024 року, в інформаційній публікації Variety було повідомлено, що відеоігорний бренд Xbox (належить Microsoft) й компанія-видавець комп'ютерної гри «S.T.A.L.K.E.R. 2» GSC Game World зняли документальний фільм про розробників сиквела, які працюють в Україні під час війни. У фільмі розробники з перших вуст розповіли про роботу у зоні бойових дій над продовженням франчайзингу улюбленої відеогри.

### Заборона на території РФ
S.T.A.L.K.E.R 2: Heart of Chornobyl можуть заборонити в Росії, а тих, хто купив його, — звинуватити в державній зраді. Таку заяву зробив заступник голови Держдуми з інформполітики Антон Горєлкін. За його словами, Stalker 2 має всі шанси бути забороненим у РФ, і не тільки через факт, що GSC Game World активно підтримують ЗСУ.
Не виключаю, що якщо після її виходу в ігровому контенті виявлять протиправну інформацію (екстремізм, виправдання тероризму, розпалювання міжнаціональної ворожнечі тощо), вживатимуть найсуворіших заходів.
На початку повномасштабного вторгнення РФ компанія припинила діяльність на території Росії та в Білорусі.

### Нагороди
| Рік  | Нагорода                    | Категорія                   | Результат | Прим.         |
| ---- | --------------------------- | --------------------------- | --------- | ------------- |
| 2025 | Xbox Excellence Awards 2024 | Активні користувачі за день | Перемога  | [ 75 ] [ 76 ] |

## Цікаві факти про гру
- 20 листопада 2024 року українські провайдери повідомили про зниження швидкості домашнього інтернету через масове завантаження гри[77][78][79].
- Для проходження гри потрібно не менше 100 годин[80].
- Проєкт Головного управління розвідки Міноборони України «Хочу жить» поширив відео, у якому керівник ГУР Кирило Буданов закликав росіян здаватися в полон в ролі одного з NPC персонажів гри.[81][82][83]
- 18 грудня 2024 року власник студії GSC Game World - Максим Кріппа заявив, що українська компʼютерна гра «S.T.A.L.K.E.R. 2» вже вийшла у прибуток від продажів копій гри.[84][85]
- 14 березня 2025 засновник Valve та Steam фанатіє[86] від S.T.A.L.K.E.R. 2: «Завтра дійду до четвертого фіналу».

## Цінова політика та дистриб'ютори
Протягом вересня 2024 року компанія GSC Game World провела актуалізацію цін для гри S.T.A.L.K.E.R. 2. Про що попереджувала фанів в офіційному Discord-сервері. Таке рішення (про коригування регіональних цін на S.T.A.L.K.E.R. 2), прийняли після відкриття попередніх замовлень у Microsoft Store. Так спочатку відбулось здорожчання гри в Microsoft Store, згодом в Epic Games Store, а 23 вересня відбулось зростання ціни і в Steam. Від старту передзамовлень ціна не змінювалася і становила 895 ₴ за базове видання, 1199 ₴ — Deluxe Edition та 1599 ₴ — Ultimate Edition. Нові ж ціни збільшили вартість гри майже на 60 % і становлять 1399 ₴, 1899 ₴ і 2549 ₴ (відповідно).
Гра S.T.A.L.K.E.R. 2: Серце Чорнобиля потрапила до платинового списку найкращих новинок 2024 року за розміром валової виручки в Steam!

## Реліз
GSC Game World заявила, що гру заплановано як ексклюзивний реліз Microsoft, який вийде лише на Microsoft Windows та Xbox Series. Крім того гра буде доступна в підписці Xbox Game Pass під час запуску. Однак ексклюзивність триватиме лише протягом трьох місяців після виходу гри, як свідчиться у витоку документів у рамках справи Epic Games проти Apple. Реліз гри відбувся 20 листопада 2024 року.

### Продажі
22 листопада було оголошено про продаж понад мільйона копій, і 1,5 мільйона — станом на 27 листопада.
4 березня 2025 року компанія повідомила, що гру відвідало 6 мільйонів разів (була куплена та запущена по підписці в Xbox Game Pass).

## Системні вимоги

### Мінімальні
- ОС: Windows 10 x64 / Windows 11 x64
- Процесор: Intel Core i7-7700K / AMD Ryzen 5 1600X
- Оперативна пам'ять: 16 GB ОП
- Відеокарта: Nvidia GeForce GTX 1060 6GB / AMD Radeon RX 580 8GB / Intel Arc A750
- Місце на диску: 160 GB доступного місця
- Додаткові примітки: Graphics Preset: LOW / Resolution: 1080p / Target FPS: 30. 16 GB Dual Channel RAM. SSD required. The listed specifications were evaluated using TSR and comparable technologies.

### Рекомендовані
- ОС: Windows 10 x64 / Windows 11 x64
- Процесор: Intel Core i7-11700 / AMD Ryzen 7 5800X
- Оперативна пам'ять: 32 GB ОП
- Відеокарта: Nvidia GeForce RTX 3070 Ti / Nvidia GeForce RTX 4070 / AMD Radeon RX 6800 XT
- Місце на диску: 160 GB доступного місця
- Додаткові примітки: Graphics Preset: HIGH / Resolution: 1440p / Target FPS: 60. 32 GB Dual Channel RAM. SSD required. The above specifications were tested with TSR, DLSS, FSR and XeSS[96][97]

## Кооперації

### S.T.A.L.K.E.R. The Board Game
28 лютого 2023 року польська студія Awaken Realms представила настільну гру — «S.T.A.L.K.E.R. The Board Game», яка буде створена за мотивами всесвіту Зони.
«У настільній грі передбачено від одного до чотирьох гравців, яким, як і в оригінальних відеоіграх „S.T.A.L.K.E.R.“, потрібно буде досліджувати Зону, боротися з небезпекою, вчитися виживати, шукати артефакти та квестові предмети, воювати з мутантами. У грі буде декілька кампаній, розбитих на 2-4 сценарії. На проходження кожного, учасникам доведеться витратити близько двох годин. Гравці зможуть створити власного унікального сталкера зі своїми навичками», — зазначили розробники.
Awaken Realms запустили збір коштів на краудфандинговій платформі Gamefound 13 червня 2023-го року. Стало відомо, що стандартне видання міститиме саму гру, картки, фігурки сталкерів та мутантів тощо. Також, окрім стандартного комплекту, продаватимуться додаткові набори. Розробники зазначили, що ті хто візьмуть участь у краудфандинговій кампанії, зможуть отримати додаткові елементи. Історія гри складатиметься з 3-х сюжетних кампаній по 10-12 годин кожна. Ціна за стандартне видання настільної гри складатиме $95.
Початкову мету в $50 000 було зібрано за 3:34 хв. після запуску кампанії, а загальна сума склала більше $3 768 306. Спонсорам краундфандингової кампанії запропонували три рівні підтримки, з різним вмістом наповнення: Core Pledge, Adventure Pledge та Explorer Pledge, а також додатковий набір Legacy Collectors Chest
Видавництво «Ігромаг» займається офіційним перекладом гри на українську мову, реліз гри очікується восени 2024.

### Сільпо
16 серпня 2022 року в Києві відкрили супермаркет «Сільпо» оформлений у стилі гри «S.T.A.L.K.E.R. 2». На стінах зображено концепти з гри, створені художниками з GSC Game World. Стіни внутрішнього периметра стилізовані під занедбані індустріальні будівлі з Темної Долини — з розбитими шибками, попереджувальним знаком про Кровососа, пошкодженими складськими дверима та повітроводом. Частина колон усередині стилізована під сосни, що ростуть поруч із ЗГРЛС «Дуга». Всі вказівники для навігації магазином стилізовані під різні локації гри. Супермаркет планували відкрити у березні 2022 року, однак через російське вторгнення відкриття було відкладене на декілька місяців.
В червні 2023 року на офіційному Discord-сервері гри було запущено ARG-подію, після розгадки якої, учасники отримали зображення з координатами магазину та датою 17 червня. В цей день в тематичному магазині була проведена спеціальна подія, на якій можна було виграти офіційний мерч по грі «S.T.A.L.K.E.R. 2» та придбати лімітовану серію напою Non Stop.

### NON STOP S.T.A.L.K.E.R.
У червні 2023 року компанія GSC Game World запустила лімітовану серію енергетиків S.T.A.L.K.E.R. NON STOP. Напій можна було придбати в мережі супермаркетів Сільпо, та інших магазинах, за ціною 40 грн. Також, в рамках колаборації, енергетичний напій з'явиться у самій грі «S.T.A.L.K.E.R. 2», як засіб збільшення витривалості головного героя. У липні 2024 року компанія GSC Game World запустила нову лімітовану серію енергетиків S.T.A.L.K.E.R. NON STOP. «Moonlight». На банці з новим дизайном зображений добре відомий образ сталкера, який тримає в руках артефакт «Moonlight», що у перекладі з англійської означає «Місячне сяйво», власне саме йому енергетичний напій завдячує своє назвою.

### Продукція від MSI
Компанія MSI планує випустити нову модель відеокарти GeForce RTX 4070 Ti Super 16G Gaming Slim Stalker 2 Edition, присвячену грі «S.T.A.L.K.E.R. 2: Серце Чорнобиля». Дизайн охолодження нової моделі відповідатиме серії Gaming X Slim, але матиме унікальне кольорове оформлення та спеціальну задню пластину. Ймовірно, відеокарта комплектуватиметься грою S.T.A.L.K.E.R. 2: Heart of Chornobyl, що є логічним, з огляду на її ціну понад $800. Також була представлена легка бездротова миша CLUTCH GM41, механічна клавіатура VIGOR GK41 і бездротовий контролер FORCE PRO WIRELESS — вперше розроблений MSI для Xbox!

### S.T.A.L.K.E.R.: Shadow of The Zone!
30 жовтня 2024 року в YouTube вийшов фанатський фільм S.T.A.L.K.E.R.: Shadow of the Zone. Фільм розповідає історію досвідченого Вільного Сталкера, який погоджується провести групу найманців углиб Зони. Їхня мета — дослідити таємничий паранормальний радіосигнал. Режисерське крісло Shadow of the Zone зайняв Стівен Генкок. Сценарій для фільму написали Еван М'юр та Ісая Ніколс.

## Саундтреки
В грі присутні пісні українських музичних гуртів, всього близько 450 треків:
- Анатолій Матвійчук — «НЛО»
- анастимоза — «Хризантеми»
- Володимир Яцола — «Край, мій рідний край»
- Гурт Дно та Муха Мухич — «Вуса — це спокуса»
- Disappeared Completely — Not Enough, Outro, Personal 2, The Innocent One, Outro 2.0, Hope, End-day Condition, Intro, No Place for Me (pt. 1), Ride.
- ДК Енергетик — «Вулиця Схід», «Енергетик»
- Діти Інженерів — «ОМГ»
- Пирятин — «Криптошансон»
- Пиріг і Батіг — «Щедрик», «Весна», «Згадай мене мила»
- BaWN — «Егоїст»
- FireLake — «Dirge for Planet»
- Epolets — «Зраджуй», «Титанік», «Злива», «Серце»
- Sasha Boole — «Werewolf UA»
- Sudno — «Вільний», «Тут було місто», «Вокзали», «Ніде», «Не відпускай», «Перечекаю молодість», «Там буде дощ», «Не відпускай»
- HLIBOROB — «Donbass Blues»
- IGNEA — «Чорне Полум'я», «Disenchantment», «Gods of Fire», «How I Hate the Night», «Petrichor», «Queen Dies»
- Jonych — «Бананів нема»
- The Unsleeping — «Жити»
- Kurs Valut — «Nadra»
- ZWYNTAR — «Муншайн»
- MZLV — «I am Alright», «Burnin’ Out», «Typhoon»
- White Ward — Dawnfall, Echoes in eternity, Leviathan, Love exchange failure, Phoenix, Rain as cure, Salt paradise